# 1. FC Heidenheim
Az 1. FC Heidenheim (teljes neve 1. Fußballclub Heidenheim 1846 e.V.) egy német labdarúgóklub Heidenheimben. A klubot 1846. augusztus 14-én alapították meg.

## Híres játékosok
| - Walter Birkhold - Horst Blankenburg - Ünal Demirkıran | - Christoph John - Bernd Maier - Dieter Renner | - Erol Sabanov - Frank Schmidt - Michael Thurk | - Andreas Zeyer - Michael Zeyer |

## Jelenlegi keret
2018. szeptember 6-i állapot szerint.
| #  |     | Poszt | Név                 |
| -- | --- | ----- | ------------------- |
| 1  | GER | K     | Kevin Müller        |
| 2  | GER | V     | Marnon Busch        |
| 4  | GER | V     | Oliver Steurer      |
| 5  | GER | V     | Mathias Wittek      |
| 6  | GER | V     | Patrick Mainka      |
| 7  | GER | KP    | Marc Schnatterer () |
| 8  | GER | KP    | Robert Andrich      |
| 9  | GER | CS    | Robert Glatzel      |
| 10 | AUT | CS    | Nikola Dovedan      |
| 11 | GER | CS    | Denis Thomalla      |
| 16 | GER | KP    | Kevin Sessa         |
| 17 | GER | KP    | Maurice Multhaup    |
| 18 | GER | KP    | Sebastian Griesbeck |
| 21 | GER | KP    | Maximilian Thiel    |

| #  |     | Poszt | Név               |
| -- | --- | ----- | ----------------- |
| 22 | GER | K     | Vitus Eicher      |
| 27 | GER | KP    | Kolja Pusch       |
| 28 | GER | V     | Arne Feick        |
| 29 | GER | V     | Robert Strauß     |
| 30 | GER | KP    | Norman Theuerkauf |
| 32 | GER | KP    | Patrick Schmidt   |
| 33 | GER | V     | Timo Beermann     |
| 34 | GER | V     | Tobias Reithmeir  |
| 35 | USA | KP    | Kevin Lankford    |
| 36 | GER | KP    | Niklas Dorsch     |
| 37 | GER | KP    | Gökalp Kilic      |
| 38 | GER | KP    | Tim Skarke        |
| 39 | GER | K     | Matthias Köbbing  |

## Sikerei
| - 3. Liga (III) - Bajnok: 2014 - Regionalliga Süd (IV) - Bajnok: 2009 - Oberliga Baden-Württemberg - Ezüstérmes: 2006 - Verbandsliga Württemberg - Bajnok: 2013# - Ezüstérmes-up: (2) 2003, 2004 | - Württemberg labdarúgókupa - Győztes: (6) 1965†, 2008, 2011, 2012, 2013, 2014 - Döntős: (2) 1977‡, 2005‡ |

- ‡ SB Heidenheim néven.
- † VfL Heidenheim néven.
- # Tartalék csapatként.